# 地球空洞说

威廉·R·布拉德肖於1892年著的科幻小說《The Goddess of Atvatabar》中的插圖

地球空洞说（Hollow Earth）是一种认为地球是一颗中空星球的假說，该假說还通常认为地球有一个适宜人类居住的内表面。虽然在過去某一段时期，有关冒险文学作品使此說流行，但现在这一想法只有很少支持，大多数科学家认同地球是一个实心天体，并认为地心空洞说是伪科学。

## 地球空洞的主张

### 传统上的地球空洞说

#### 早期历史
在古代，关于地下的理论有很多种，而且经常和“地狱”混淆在一起。
一些人认为托勒密支持地心空洞说。
愛德蒙·哈雷于1692年提出，地球是一个有着三个壳的星球，其中最外一个壳深500英里，每个壳都是同心的，有各自的磁极，而且它们彼此之间都由大气层隔开，最内部是一个直径与金星、火星、水星差不多大的实心核（见图），每一层壳都以不同的速度旋转。哈雷认为，这一理论有助于解释在两极地区指南针无法准确指向的现象，他认为，内部大气层是会发光的，从两极地区漏出来的内部大气形成了极光。
不同的是，數學家李昂哈德·歐拉认为地球内部没有多个壳，而是有一个直径600英里的小太阳，来为地内文明照明。而地內具有生物活動。
约翰·莱斯利爵士（Sir John Leslie）详细阐述了这一思想，他认为地内有二个太阳，他将它们命名为普鲁通和普洛塞庇娜（冥后，Proserpina）。

#### 19世纪
1818年，小约翰·克里夫·西蒙（John Cleves Symmes, Jr.）提出，地球是中空的，它有一个厚约800英里（1300千米）的壳，在两极处有约1400英里（2300千米）的开口。西蒙成为了最著名的地球空洞说支持者。在他的追随者詹姆斯·麦克布莱德（James McBride）的帮助下，他试图组织一次计划，去北极探索地球空洞的北极开口，但新上任的美国总统安德鲁·杰克逊（1829年至1837年在任）终止了这一计划。西蒙于1829年逝世。
然而，另一个地球空洞说的追随者耶利米·雷诺兹（Jeremiah Reynolds）仍继续进行有关地球空洞说的演讲，并要求进行探险。当西蒙逝世后，他便不再谈论地球空洞说了。很显然，雷诺兹曾试图自己去进行一场探险，但后果如何至今仍不清楚。（关于雷诺兹的资料到目前为止仍很粗略并且互相矛盾：我们甚至没有一张他的照片。一些人认为他的目的完全是为了钱，他提出探险完全是在欺骗且最后下落不明。另一些人认为他试图自己组织一次探险但失败了，然后错过了1838年至1842年的大美国探险行动，再后来，他就变得不为人知了。）
雷诺兹的行动导致了大美国探险行动，这一行动也被广泛地称作“威尔克斯探险”（Wilkes Expediton），雷诺兹没有参加这一探险，因为在号召此一探险时他遇到很多使他不快的事。
西蒙没有写任何书来表达他的思想，但别人有写：麦克布莱德在1826年写了《西蒙的同心球体理论》（Symmes' Theory of Concentric Spheres）一书。似乎，雷诺兹于1827年写了《美国季刊评论中关于西蒙的理论的评论》（Remarks of Symmes' Theory Which Appeared in the American Quarterly Review），这书是由一些分开的小册子组成的。1868年，W·F·里昂（W.F. Lyons）教授出版了《空洞地球》（The Hollow Globe）一书，提出了一个类似西蒙理论的理论，但没有提及西蒙的理论。此后，西蒙的儿子阿美利加（Americus）出版了《西蒙的同心球体论》（The Symmes' Theory of Concentric Spheres）一书，直接对西蒙的理论进行了记录。

#### 近期
20世纪初的地球空洞说支持者威廉·里德（William Reed），于1906年写了一本名为《极地幻影》（Phantom of the Poles）的书。他提出了空心地球的观点，但不认为存在内壳和地心小太阳。
马歇尔·加德纳（Marshall Gardner）于1913年写了一本名为《一次去地内的旅行》（A Journey to the Earth's Interior）的书，1920年该书再版时内容扩充了。他认为地心有一个小太阳，他甚至制造了一个会运转的空心地球模型并且申请了专利（专利号#1096102）。加德纳没有提到里德，但提到西蒙以证明自己的观点。
二十世紀初有許多德國作家相信地心是空的，希特勒的一些高级顾问，甚至希特勒本人可能也相信地球是空心的。
美國海軍少將李察·柏德的流出日記裡宣稱，由柏德指揮、1946-1947年於南極的跳高行動，意外發現地底世界的存在。

### 内凹的空心地球

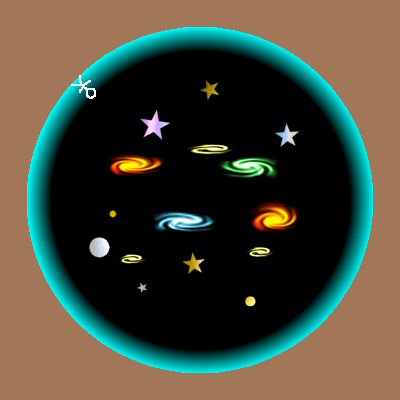
内凹的空心地球

目前人類生存的在地球外表面上，有時被稱為“凸”空心地球的假說，有一些人聲稱，我們的宇宙本身是內部的一個空洞的世界，所以有“内凹”空心地球的假說。根據這種觀點，地球表面的，可能類似於室內殼的戴森領域。
一位來自紐約尤蒂卡的草药医生同時也是煉金術士賽勒斯·里德（Cyrus Teed）於1869年提出內凹的空心地球，稱之為蜂窩宇宙進化論（Cellular Cosmogony）。他甚至创立了 Koreshans 的仪式。1988年在芝加哥建立一个Koreshanity社团。

## 反驳证据

### 地心引力
地心引力是反驳地球空洞说最有力的科学证明。质量大的物体会被引力吸引到一起，形成一个实心球体，即为所谓的恒星或行星。实心状态最有利于减少一个物体的引力势能，而空心状态则反之。此外，一般的物质无法支撑一个行星大小的空心物体与引力相抗衡。一个行星大小的、厚度与地壳的已知厚度相当的空壳，会无法与自身的质量保持流體靜力平衡，并将最终塌陷。
空心地球内部的人类将很难站立。确切地说，根据万有引力理论，地球内部的人会处于几乎失重的状态。这一点最先在牛顿的“壳层定理”（Shell theorem）中被阐述。
此外，地球的质量也说明了地球空洞说的错误。假若地球很大程度上是空心的，那么其质量应该小很多，最外层地面上的引力也应比现在的小许多。

### 地震数据
地核虽然用肉眼无法观测，但可以透过横穿地球的地震波等的传送进行观察。采用这个方法，地理学家已经能猜测出地幔、外核及内核的结构。如果地球是空心的，那么其在地震观测时所表露出的特征会大相径庭。

### 目击证据
目前人类开凿的最深的地洞为SG-3钻孔，深12.3千米，是苏联科拉超深钻孔计划的一部分。因此，对地球的结构尚只能看到这么多。

## 大眾文化中的地球空洞说
小说中的地球空洞：
- 《太平廣記》之《神仙十四·嵩山叟》，《太平廣記》第69頁，岳麓書社1996年。
- 儒勒·凡爾納：《地心歷險記》（Journey to the Center of the Earth），1864年
- 艾默生的科幻小說《The Smoky God》 （1908年）敘述奧拉夫揚森（Olaf Jansen）發現一個先進的文明。

动画作品中的地球空洞：
- 大雄與龍之騎士 -- 大雄與哆啦A梦在一次偶然機會下進入了地底世界，發現了地底世界中的恐龍文明。
- 大雄的創世日記 -- 大雄創造了一個與地球相似的世界，在那個地球中，有一些學者探索南極期間發現了大空洞，進入後發現了由昆蟲進化而成的世界。
- 蠟筆小新：怒吼吧！春日部野生王國 -- 四膳守在一次偶然機會下發現了春日部裏有一個地底世界，地底下的遠古世界沒有任何生物。
- 颠倒的帕特玛 -- 在反重力研究带来的大灾难之后，研究者改造地球，在地球内部造出了与外界无异的世界，让反重力人居住于此。
- 聖戰士丹拜因 -- 主角座間翔是地上世界的人類，18歳時被德雷克陣營由地上世界召喚至地底世界，續而被捲入地底世界的戰爭。

電影中的地球空洞：
- 在「怪獸宇宙」的電影世界觀中， 空心地球被認為是遠古泰坦巨獸的生活空間。此概念在《金剛：骷髏島》開始提及、在《哥吉拉 II 怪獸之王》和《哥吉拉大戰金剛》中進一步延伸及探索。

## 参看
- 地平說
- 不明潛水物
- 戴森球
- 月球空心說
- 地底人